# Els Verds - Esquerra Ecologista del País Valencià
Els Verds - Esquerra Ecologista del País Valencià va ser un partit polític valencià, un dels tres creadors de la Coalició Compromís.

## Història
Va ser fundat l'any 2004 després que un grup de militants d'Els Verds del País Valencià, encapçalats per l'aleshores diputat a les Corts Valencianes dins del grup de L'Entesa Carles Arnal, es posicionaren en contra de l'acord preelectoral amb el PSOE. S'auto-definia com un partit ecologista i progressista d'esquerres.
A les eleccions a les Corts Valencianes de 2007 s'integrà a la coalició d'esquerres i nacionalista del Compromís pel País Valencià, disputant amb Els Verds del País Valencià i el seu líder, el també exdiputat, Joan Francesc Peris, la "quota verda" a l'hora de confeccionar les llistes electorals. Disputa que finalment guanyaria Peris.
Amb la crisi de la coalició electoral, Els Verds-Esquerra Ecologista s'alinea amb el Bloc Nacionalista Valencià i Iniciativa del Poble Valencià, amb qui es coalitzaria per tal de concórrer a les eleccions generals espanyoles de 2008, sota la marca Bloc-Iniciativa-Verds.
En maig de 2010 el partit va decidir integrar-se a la Coalició Compromís junt al Bloc Nacionalista Valencià i Iniciativa del Poble Valencià per presentar-se a les eleccions a les Corts Valencianes de 2011, en la qual va obtindre un diputat a les Corts Valencianes, Juan Ponce.
L'Octubre de 2014 el partit es fusionà amb Equo País Valencià per impulsar una nova formació política amb el nom de Verds Equo.